# Gajus Kulbis
Gajus Kulbis (* 5. Juli 1989 in Panevėžys, ehemalige Sowjetunion) ist ein litauischer ehemaliger Fußballspieler.

## Verein
Der 1,87 Meter große offensive Mittelfeldspieler begann seine Karriere bei den heimischen Vereinen Ekranas Panevėžys und Vėtra Vilnius. Von dort wechselte Kulbis 2010 innerhalb der A Lyga zu Banga Gargždai und nach zwei Spielzeiten zu REO Vilnius. Zur Saison 2013 kehrte er zum FK Banga zurück. Mitte 2013 wechselte er zum JK Kalev Sillamäe nach Estland. Anfang 2014 kehrte er nach Litauen zurück und war u. a. für den FK Nevėžis Kėdainiai und FK Panerys Vilnius aktiv. Seit 2022 steht er beim FK TransINVEST Vilnius unter Vertrag.

## Nationalmannschaft
Am 28. März 2009 bestritt Kulbis ein Testspiel für die litauische U-21-Nationalmannschaft gegen Belarus. Bei der 1:4-Niederlage in Pinsk stand er in der Startelf und wurde in der 62. Minute für Tomas Vysniauskas ausgewechselt.